# روبن كوك
روبن كوك (بالإنجليزية: Robin Cook)‏؛ (28 فبراير 1946 - 6 أغسطس 2005)، وزير خارجية المملكة المتحدة الأسبق. عارض الحرب على العراق واستقال بسببها من حكومة توني بلير. عرف بمناصرته للقضايا العربية وخصوصا القضية الفلسطينية، توفي عن عمر يناهز 59 عاما عندما كان يمارس رياضة المشي في منطقة جبلية بعد تعرضه لوعكة صحية في منطقة اينفرنس بشمال اسكتلندا.

## النشأة
وُلد روبن كوك في مستشفى المقاطعة في بيلشيل، اسكتلندا، الابن الوحيد لبيتر وكريستينا كوك (لينش قبل الزواج) (29 مايو 1912 - 20 مارس 2003). كان والده مدرسًا لمادة الكيمياء نشأ في فرايزبرغ، وكان جده عامل منجم لكنه أُدرج لاحقًا ضمن القائمة السوداء بسبب تورطه في أحد نشاطات الإضراب عن العمل.
تلقى كوك تعليمه في مدرسة أبردين، ثم في المدرسة الثانوية الملكية في إدنبرة عام 1960. في البداية، كان كوك يعتزم أن يصبح كاهنًا في كنيسة اسكتلندا، لكنه فقد إيمانه عندما اكتشف السياسة. انضم إلى حزب العمال (المملكة المتحدة) في عام 1965 وأصبح ملحدًا. وبقي كذلك لبقية حياته. درس الأدب الإنجليزي في جامعة أدنبرة، وهناك حصل على درجة الماجستير برتبة الشرف في الأدب الإنجليزي. بدأ الدراسة للحصول على درجة الدكتوراه في مجال روايات تشارلز ديكنز والروايات الفيكتورية، بإشراف جون ساذرلاند، لكنه تخلّى عنها في عام 1970.
عمل كوك في عام 1971 كمدرس في مدرسة ثانوية، ثم أصبح مدرسًا منظمًا لرابطة العمال التعليمية، ومستشارًا محليًا في إدنبرة. تخلّى عن المنصبين عندما انتُخب كعضو في البرلمان (إم بّي) في عيد ميلاده الثامن والعشرين، في فبراير من عام 1974.

## سنواته الأولى في البرلمان
عارض كوك دائرة أدنبرة الشمالية في الانتخابات العامة في المملكة المتحدة 1970، ولكنه انتُخب لمجلس عموم المملكة المتحدة في فبراير من عام 1974 كعضو في البرلمان لإدنبرة سنترال، وهزم جورج فولكس. في عام 1981، أصبح كوك عضوًا في مجموعة دراسة الدفاع ضد حزب العمل المناهض للأسلحة النووية.
انضم كوك أثناء وجوده في البرلمان إلى مجموعة تريبيون اليسارية لحزب العمال البرلماني وكثيرًا ما عارض سياسات حكومتي ويلسون وكالاغان. كان من أوائل المؤيدين للإصلاح الدستوري والانتخابي وبذل الجهود لزيادة عدد الأعضاء الإناث في البرلمان. أيّد أيضًا نزع السلاح النووي من جانب واحد والتخلي عن شكوك حزب العمل الأوروبي في السبعينيات والثمانينيات من القرن الماضي. دافع كوك خلال سنواته الأولى في البرلمان، عن العديد من الإجراءات الاجتماعية الليبرالية.
بعد هزيمة حزب العمال في الانتخابات العامة في مايو 1979، دعم كوك المرشح مايكل فوت في محاولته للحصول على القيادة وانضم إلى لجنة حملته الانتخابية. وعندما تنافس كل من توني بين ودينيس هيلي على منصب نائب قائد الحزب في سبتمبر 1981، دعم كوك دينيس هيلي.

## في المعارضة
أصبح كوك معروفًا بالمناظرات البرلمانية الرائعة، وارتقى من خلال صفوف الحزب، وأصبح المتحدث باسم الجبهة في عام 1980، ووصل إلى حكومة الظل المعارضة في يونيو 1983، كمتحدث باسم الشؤون الأوروبية. كان قائدًا أيضًا لحملة محاولة نيل كينوك الناجحة في الحصول على منصب زعيم حزب العمال في عام 1983. وبعد ذلك بعام عًيّن منسقًا لحملة الحزب، أُعيد انتخابه في يوليو 1987 وفي أكتوبر 1988 انتُخب في اللجنة التنفيذية الوطنية لحزب العمال. كان أحد الشخصيات الرئيسية في حزب العمل في ظل كينوك. كان وزيرًا للصحة (1987-1992) ووزيرًا للتجارة (1992-1994)، قبل توليه الشؤون الخارجية في عام 1994، وهو المنصب الذي أصبح أكثر ارتباطًا به.
في 26 فبراير 1996، بعد نشر تقرير سكوت حول قضية «الأسلحة إلى العراق»، ألقى كوك كلمةً ردًا على إيان لانغ رئيس مجلس التجارة آنذاك قال فيها: «هذه ليست مجرد حكومة لا تعرف كيف تتقبل اللوم؛ إنها حكومة لا تعرف العار أيضًا».

## روابط خارجية
- روبن كوك على موقع الموسوعة البريطانية (الإنجليزية)
- روبن كوك على موقع مونزينجر (الألمانية)
- روبن كوك على موقع ميوزك برينز (الإنجليزية)
- روبن كوك على موقع إن إن دي بي (الإنجليزية)